# Calamagrostis cabrerae
Calamagrostis cabrerae är en gräsart som beskrevs av Parodi. Calamagrostis cabrerae ingår i släktet rör, och familjen gräs. Inga underarter finns listade i Catalogue of Life.